# 75e cérémonie des Primetime Creative Arts Emmy Awards
La 75e cérémonie des Primetime Creative Arts Emmy Awards, organisée par l'Academy of Television Arts and Sciences, a lieu les 6 et 7 janvier 2024 à Los Angeles et récompense les meilleurs techniciens de la télévision (publique et câblée) américaine en primetime au cours de la saison 2022-2023 (du 1er juin 2022 au 31 mai 2023).
La cérémonie est annexe à la cérémonie principale des Primetime Emmy Awards, qui a lieu une semaine plus tard, le 15 janvier 2024.

## Palmarès

### Programmes

#### Meilleur spécial de divertissement
- 'Carol Burnett: 90 Years of Laughter + Love'

#### Meilleur programme d'animation
- Les Simpson pour Simpson Horror Show XXXIII
  - Bob's Burgers pour Le Triathlon de Noël
  - Entergalactic
  - Primal pour L'Ombre du destin
  - Rick et Morty pour Famille nocturne

#### Meilleur téléfilm
- Prey – John Davis, Marty P. Ewing, Lawrence Gordon, Jhane Myers, Ben Rosenblatt, Jim Thomas, John Thomas et Marc Toberoff

### Performances

#### Meilleur acteur invité dans une série dramatique
- Nick Offerman pour le rôle de Bill dans The Last of Us, épisode Long, Long, Time
  - Murray Bartlett pour le rôle de Frank dans The Last of Us, épisode Long, Long, Time
  - James Cromwell pour le rôle d'Ewan Roy dans Succession, épisode Church and State
  - Lamar Johnson pour le rôle d'Henry dans The Last of Us, épisode Endure and Survive
  - Arian Moayed pour le rôle de Stewy Hosseini dans Succession, épisode Honeymoon States
  - Keivonn Montreal Woodard pour le rôle de Sam dans The Last of Us, épisode Endure and Survive

#### Meilleure actrice invitée dans une série dramatique
- Storm Reid pour le rôle de Riley Abel dans The Last of Us, épisode Left Behind
  - Hiam Abbass pour le rôle de Marcia dans Succession, épisode Honeymoon States
  - Cherry Jones pour le rôle de Nan Pierce dans Succession, épisode The Munsters
  - Melanie Lynskey pour le rôle de Kathleen dans The Last of Us, épisode Endure and Survive
  - Anna Torv pour le rôle de Theresa Servopoulos dans The Last of Us, épisode Infected
  - Harriet Walter pour le rôle de Lady Caroline Collingwood dans Succession, épisode Church and State

#### Meilleur acteur invité dans une série comique
- Sam Richardson pour le rôle d'Edwin Akufo dans Ted Lasso, épisode International Break
  - Jon Bernthal pour le rôle de Michael Berzatto dans The Bear, épisode Braciole
  - Luke Kirby pour le rôle de Lenny Bruce dans La Fabuleuse Madame Maisel, épisode Four Minutes
  - Nathan Lane pour le rôle de Teddy Dimas dans Only Murders in the Building, épisode Here's Looking at You
  - Pedro Pascal pour la présentation du Saturday Night Live
  - Oliver Platt pour le rôle de Jimmy Kalinowski dans The Bear, épisode Dogs

#### Meilleure actrice invitée dans une série comique
- Judith Light pour le rôle d'Irene Smothers dans Poker Face, épisode Time of the Monkey
  - Becky Ann Baker pour le rôle de Dottie Lasso dans Ted Lasso, épisode Mom City
  - Quinta Brunson pour la présentation du Saturday Night Live
  - Taraji P. Henson pour le rôle de Vanetta Teagues dans Abbott Elementary, épisode Mom
  - Sarah Niles pour le rôle du Dr Sharon M. Fieldstone dans Ted Lasso, épisode Smells Like Mean Spirit
  - Harriet Walter pour le rôle de Deborah dans Ted Lasso, épisode So Long, Farewell

#### Meilleur acteur dans une mini-série dramatique ou comique
- Tim Robinson pour les rôles de plusieurs personnages dans I Think You Should Leave with Tim Robinson
  - Kevin Hart pour son propre rôle dans Die Hart 2: Die Harter
  - Ben Schwartz pour le rôle d'Andre dans Die Hart 2: Die Harter

#### Meilleure actrice dans une mini-série dramatique ou comique
- Jasmine Guy pour le rôle de Barbara Baldwin dans Chronicles of Jessica Wu
  - Nathalie Emmanuel pour le rôle de Jordan King dans Die Hart 2: Die Harter
  - Paula Pell pour le rôle de Cynthia dans Die Hart 2: Die Harter

#### Meilleur doublage
- Maya Rudolph pour le rôle de Connie dans Big Mouth, épisode On aurait dû s'en douter
  - Julie Andrews pour le rôle de Lady Whistledown dans La Reine Charlotte : Un chapitre Bridgerton, épisode Quelle lune de miel !
  - Alex Borstein pour le rôle de Lois Griffin dans Les Griffin, épisode Une bouteille à la mère
  - Mel Brooks pour la narration dans History of the World, Part II, épisode VIII
  - Wanda Sykes pour le rôle de Gladys Murphy dans Crank Yankers, épisode Wanda Sykes, JB Smoove & Adam Carolla
  - Ali Wong pour le rôle de Bertie dans Tuca and Bertie, épisode Fledging Day

#### Meilleure narration
- Barack Obama pour Working: What We Do All Day, épisode The Middle
  - Mahershala Ali pour Chimp Empire, épisode Reckoning
  - Angela Bassett pour Bonne Nuit Oppy
  - Morgan Freeman pour Our Universe, épisode Chasing Starlight
  - Pedro Pascal pour Patagonia: Life on the Edge of the World, épisode Mountains

#### Meilleur montage sonore pour une série limitée ou d'anthologie, un film ou un programme spécial
- Prey – Leslie Bloome, Christopher Bonis, Shaun Brennan, Daniel DiPrima, Will Files, Lee Gilmore, James Miller, Diego Perez, Stephen Perone, Jessie Anne Spence et Chris Terhune

#### Meilleure réalisation pour une série ou un film limité ou d'anthologie
- Prey – Dan Trachtenberg

#### Meilleur scénario pour une série ou un film limité ou d'anthologie
- Prey – Patrick Aison et Dan Trachtenberg

#### Meilleure composition musicale pour une série limitée ou d'anthologie, un film ou un programme spécial (partition dramatique originale)
- Prey – Sarah Schachner

#### Meilleur montage pour une série ou un film limité ou d'anthologie
- Prey – Angela M. Catanzaro et Claudia Castello

### Animation

#### Meilleure prestation individuelle en animation(en)
- Entergalactic
- More Than I Want to Remember
- Les Simpson, épisode Lisa la scout
- Star Wars: Visions

### Casting

#### Meilleur casting dans une série dramatique
- The White Lotus (HBO)
  - Bad Sisters (TV+)
  - The Crown (Netflix)
  - The Last of Us (HBO)
  - Succession (HBO)
  - Yellowjackets (Showtime)

#### Meilleur casting dans une série comique
- The Bear (FX)
  - Abbott Elementary(ABC)
  - Jury Duty (Amazon Freevee)
  - Only Murders in the Building (Hulu)
  - Ted Lasso (Apple TV+)

#### Meilleur casting dans une mini-série, un téléfilm ou un spécial
- Beef (Netflix)
  - Monstre (Netflix)
  - Daisy Jones and The Six (Prime Video)
  - Anatomie d'un divorce (FX)
  - Weird: The Al Yankovic Story (The Roku Channel)

#### Meilleur casting dans un programme de Télé-réalité
- The Traitors (Peacock)
  - Love Is Blind (Netflix)
  - Queer Eye (Netflix)
  - RuPaul's Drag Race (MTV)
  - Top Chef (Bravo)